# Neptis livilla
Neptis livilla är en fjärilsart som beskrevs av Hans Daniel Johan Wallengren 1858. Neptis livilla ingår i släktet Neptis och familjen praktfjärilar. Inga underarter finns listade i Catalogue of Life.